# Каснаускас, Сергей Алексеевич
Сергей Алексеевич Каснаускас (бел. Сяргей Аляксеевіч Каснаускас; род. 20 апреля 1961, Речица, Гомельская область) — белорусский советский легкоатлет (толкание ядра, метание диска), чемпион и рекордсмен СССР, призёр чемпионата Европы среди юниоров, рекордсмен Европы, Заслуженный мастер спорта СССР (1984).

## Биография
Учился в спортивной детско-юношеской школе олимпийского резерва в Слуцке, затем занимался под руководством известного тренера Владимира Сивцова. Толканием ядра занимался с 1977 года. Одновременно выступал как гандболист, продемонстрировав и в этом виде спорта выдающуюся одарённость; на Всесоюзной спартакиаде школьников 1978 года в виде исключения выступал и как толкатель, и в составе сборной Белоруссии по гандболу.
Наиболее успешным для спортсмена оказался 1984 год. В этом году он стал чемпионом СССР в помещении (дважды обновив при этом европейский рекорд: 21,42 м в четвёртой попытке и 21,46 в шестой), победителем турнира «Дружба-84», 23 августа того же года им был установлен рекорд СССР (22,09 м). Также ему было присвоено звание Заслуженного мастера спорта, и по результатам журналистского опроса он был признан лучшим спортсменом Белоруссии.
Установленный им рекорд СССР оставался национальным рекордом Белоруссии до августа 2011 года, пока не был превзойдён Андреем Михневичем на один сантиметр (22,10 м).
По состоянию на начало 2018 года входил в сотню лучших толкателей ядра в мире за всю историю соревнований.
В результате увлечения азартными играми и связанных с этим систематических нарушений спортивного режима быстро завершил карьеру. Предположительно скончался от сердечно-сосудистого заболевания.

## Спортивные результаты
- Чемпионат Европы по лёгкой атлетике среди юниоров 1979 года —  (18,03 м);
- Чемпионат СССР по лёгкой атлетике в помещении 1984 года —  (21,46 м — ER);